# 中山エリサ
中山 エリサ（なかやま エリサ、1985年10月21日 - ）は東京都出身のレースクイーン、モデル、グラビアアイドルである。愛称はエリッサ。ドゥイングプロに所属していた。2009年1月、自身のブログで引退することが発表された。

## プロフィール
- T168、B88、W58、H85、ブラジャーE70、血液型はB型。
- 趣味は音楽鑑賞、映画鑑賞、料理。
- 特技は水泳、歌、バレーボール。
- 凝っていること、手作りピアス、帽子集め、ビリヤード、卓球。
- 姉妹は姉が一人。
- 性格はまっすぐ、負けず嫌い。
- モットーは「美は一日にして成らず」

## 経歴
- 2006 SUPER GT、TOYOTA TEAM TOM'S・OPEN INTERFACE レースクイーン
- 2006 ZAK THE QUEEN 2006 年間グランプリ
- 2006 NEW FACE RQ GRAND PRIX グランプリ
- 2007 SUPER GT、D.H.G Racing レースクイーン『ほわいてぃず』
- 2006-2007 フォーミュラ・ニッポン、D.H.G TOM'S RACING・D.H.G レースクイーン
- 2007 第15代トリンプ・イメージガール
- 2008 アルティメットクイーン、東京コムウェルCXオンライントレード [Trade Center ultimate] 初代イメージガール

## 出演

### DVD
- 「eyes」ビーエムドットスリー (2006)
- 「エリサのキモチ ThankYou&LoveMe」アクアハウス (2007)
- 「My will 中山エリサ」TMC (2008)[1]

### PCソフトウェア
- Viemo（ヴィーモ）デスクトップキャラクター(2008年10月06日）